# Minotaurella banyulensis
Minotaurella banyulensis is een springstaartensoort uit de familie van de Neanuridae. De wetenschappelijke naam van de soort is voor het eerst geldig gepubliceerd in 1947 door Denis.